# Noidans-lès-Vesoul
Noidans-lès-Vesoul – miejscowość i gmina we Francji, w regionie Burgundia-Franche-Comté, w departamencie Górna Saona.
Według danych na rok 1990 gminę zamieszkiwało 1999 osób, a gęstość zaludnienia wynosiła 231 osób/km² (wśród 1786 gmin Franche-Comté Noidans-lès-Vesoul plasuje się na 75. miejscu pod względem liczby ludności, natomiast pod względem powierzchni na miejscu 517.).

## Miasta Partnerskie
| Miasta partnerskie | Miasta partnerskie | Miasta partnerskie | Miasta partnerskie | Miasta partnerskie | Miasta partnerskie          |
| Lp.                | Miasto             | Powiat             | Województwo        | Kraj               | Data rozpoczęcia współpracy |
| ------------------ | ------------------ | ------------------ | ------------------ | ------------------ | --------------------------- |
| 1.                 | Lwówek Śląski      | lwówecki           | dolnośląskie       | Polska             | 21 czerwca 2006             |